# Amphiodia euryaspis
Amphiodia euryaspis är en ormstjärneart som beskrevs av Hubert Lyman Clark 1911. Amphiodia euryaspis ingår i släktet Amphiodia och familjen trådormstjärnor. Inga underarter finns listade i Catalogue of Life.